# Taxtitla
La localidad de Taxtitla está situada en el Municipio de Chalma (en el Estado de Veracruz de Ignacio de la Llave). Posee 487 habitantes. En la lista de los pueblos más poblados de todo el municipio, es el número 6 del ranking. Se sitúa a 168 metros de altitud.

## Datos poblacionales
En la localidad hay 227 hombres y 260 mujeres. El ratio mujeres/hombres es de 1.145, y el índice de fecundidad es de 3.28 hijos por mujer. Del total de la población, el 8.01 % proviene de fuera del Estado de Veracruz de Ignacio de la Llave. El 9.86 % de la población es analfabeta (el 6.61 % de los hombres y el 12.69 % de las mujeres). El grado de escolaridad es del 6.75 (7.61 en hombres y 5.99 en mujeres).

## Cultura

### Gastronomía ==
Los platillos más representativos son el zacahuil (masa y carnes, condimentadas con chile color, chile seco y especias) y tamales.

### Música ==
Es típica del municipio la música folklórica interpretada por bandas de viento.

### Fiestas, danzas y tradiciones ==
En la localidad se encuentran las danzas de Moctezuma, las Inditas y los Coyotes.
El 15 de mayo se lleva a efecto la fiesta religiosa en honor a San Isidro Labrador.
En el mes de febrero se realiza el Carnaval.
Festejo de Día de Muertos.
El 12 de diciembre se lleva a efecto una fiesta en honor a la santa patrona Virgen de Guadalupe.